# Elghalia Djimi
Elghalia Djimi (en árabe: الغالية ادجيمي‎, Agadir, 28 de mayo de 1961) es una activista saharaui, vicepresidenta de la Asociación Saharaui de Víctimas de Violaciones Graves de Derechos Humanos Cometidas por el Estado Marroquí. En esta organización tiene la labor de registrar los relatos de violaciones de los derechos humanos y coordinar el trabajo de gestión en ausencia de la presidencia. Además, es miembro del Comité de Familias de Saharauis Desaparecidos.

## Biografía
Djimi nació en Agadir, Marruecos, en 1961. Fue criada por su abuela, que desapareció en 1984. La propia Djimi también fue objeto de una desaparición forzada en 1981, y de nuevo entre 1987 y 1991, tras participar en una protesta contra la ocupación marroquí del Sáhara Occidental. Esta vez fue secuestrada junto a su hermana y la famosa defensora de los derechos humanos Aminatou Haidar. 
Durante estos tres años y siete meses en prisión estuvo expuesta a diferentes tipos de tortura que le dejaron rastros de mordeduras de perro en la cara y calvas en la cabeza debido a las quemaduras producidas por el ácido con el que le quemaron el cuero cabelludo. En la cárcel conoció a su marido, con quien se casó en 1991.
En 1994, Djimi intentó reunirse con otros saharauis que también habían sido encarcelados, pero su trabajo de coordinación fue frenado por las autoridades marroquíes ese mismo año. En 1998 consiguió reanudar estas reuniones y registrar las violaciones de derechos humanos que les fueron impuestas, labor en la que continúa hasta el día de hoy. 
Fue encarcelada nuevamente en marzo de 2006 y en diciembre de 2008.
Actualmente vive en El Aaiún con su marido y su cinco hijos.